# Sam Loyd
Samuel Loyd (30. ledna 1841, Filadelfie – 11. dubna 1911, New York) byl americký šachista, šachový skladatel a tvůrce různých hlavolamů a matematických hříček, které byly velice vtipné, jednoduché a s jasnou formou, ale většinou nebyly lehké k řešení.
V USA patřil Loyd k poměrně silným šachistům a zúčastnil se také silně obsazeného šachového turnaje v Paříži roku 1867, který vyhrál Ignaz Kolisch. Na turnaji však nebyl příliš úspěšný, když skončil desátý ze třinácti účastníků.. Zato zde skončil na druhém místě v kompoziční části turnaje, za Konradem Bayerem z Olomouce.
Jako šachový skladatel složil Loyd velké množství úloh, první z nich již roku 1855. Nejslavnější Loydovou úlohou je Excelsior, která byla publikována roku 1861 v periodiku London Era a která dostala jméno podle stejnojmenné básně od Henryho Wadswortha Longfellowa. Soutěží se účastnil jen sporadicky, přesto získal více než třicet cen, z toho sedmnáct prvních. Jeho styl nepodléhal konvenčním vlivům, nepodroboval se běžným[ujasnit] zákonům kompozice či jednotlivých škol, jeho skladby byly vždy původní.[zdroj⁠?!]
Kromě šachových problémů je Loyd autorem knihy s rozsáhlým souborem úloh pro tangram a vynálezcem mnoha hlavolamů, které si nechával patentovat. Nejznámější z nich je tzv. patnáctka z roku 1891, podle některých zdrojů však Loyd pouze upravil a pak propagoval již existující hlavolam.
|   | a | b | c | d | e | f | g | h |   |
| 8 | e8 černý věž · g8 černý střelec · b7 černý pěšec · g7 bílý střelec · a6 černý pěšec · b6 bílý jezdec · e6 černý pěšec · f6 bílý věž · a5 bílý věž · b5 bílý střelec · e5 černý král · b4 bílý pěšec · e4 bílý jezdec · h4 černý pěšec · c3 černý pěšec · g3 černý střelec · a2 černý jezdec · d2 bílý pěšec · f2 černý pěšec · h2 černý věž · f1 bílý král · h1 černý jezdec | e8 černý věž · g8 černý střelec · b7 černý pěšec · g7 bílý střelec · a6 černý pěšec · b6 bílý jezdec · e6 černý pěšec · f6 bílý věž · a5 bílý věž · b5 bílý střelec · e5 černý král · b4 bílý pěšec · e4 bílý jezdec · h4 černý pěšec · c3 černý pěšec · g3 černý střelec · a2 černý jezdec · d2 bílý pěšec · f2 černý pěšec · h2 černý věž · f1 bílý král · h1 černý jezdec | e8 černý věž · g8 černý střelec · b7 černý pěšec · g7 bílý střelec · a6 černý pěšec · b6 bílý jezdec · e6 černý pěšec · f6 bílý věž · a5 bílý věž · b5 bílý střelec · e5 černý král · b4 bílý pěšec · e4 bílý jezdec · h4 černý pěšec · c3 černý pěšec · g3 černý střelec · a2 černý jezdec · d2 bílý pěšec · f2 černý pěšec · h2 černý věž · f1 bílý král · h1 černý jezdec | e8 černý věž · g8 černý střelec · b7 černý pěšec · g7 bílý střelec · a6 černý pěšec · b6 bílý jezdec · e6 černý pěšec · f6 bílý věž · a5 bílý věž · b5 bílý střelec · e5 černý král · b4 bílý pěšec · e4 bílý jezdec · h4 černý pěšec · c3 černý pěšec · g3 černý střelec · a2 černý jezdec · d2 bílý pěšec · f2 černý pěšec · h2 černý věž · f1 bílý král · h1 černý jezdec | e8 černý věž · g8 černý střelec · b7 černý pěšec · g7 bílý střelec · a6 černý pěšec · b6 bílý jezdec · e6 černý pěšec · f6 bílý věž · a5 bílý věž · b5 bílý střelec · e5 černý král · b4 bílý pěšec · e4 bílý jezdec · h4 černý pěšec · c3 černý pěšec · g3 černý střelec · a2 černý jezdec · d2 bílý pěšec · f2 černý pěšec · h2 černý věž · f1 bílý král · h1 černý jezdec | e8 černý věž · g8 černý střelec · b7 černý pěšec · g7 bílý střelec · a6 černý pěšec · b6 bílý jezdec · e6 černý pěšec · f6 bílý věž · a5 bílý věž · b5 bílý střelec · e5 černý král · b4 bílý pěšec · e4 bílý jezdec · h4 černý pěšec · c3 černý pěšec · g3 černý střelec · a2 černý jezdec · d2 bílý pěšec · f2 černý pěšec · h2 černý věž · f1 bílý král · h1 černý jezdec | e8 černý věž · g8 černý střelec · b7 černý pěšec · g7 bílý střelec · a6 černý pěšec · b6 bílý jezdec · e6 černý pěšec · f6 bílý věž · a5 bílý věž · b5 bílý střelec · e5 černý král · b4 bílý pěšec · e4 bílý jezdec · h4 černý pěšec · c3 černý pěšec · g3 černý střelec · a2 černý jezdec · d2 bílý pěšec · f2 černý pěšec · h2 černý věž · f1 bílý král · h1 černý jezdec | e8 černý věž · g8 černý střelec · b7 černý pěšec · g7 bílý střelec · a6 černý pěšec · b6 bílý jezdec · e6 černý pěšec · f6 bílý věž · a5 bílý věž · b5 bílý střelec · e5 černý král · b4 bílý pěšec · e4 bílý jezdec · h4 černý pěšec · c3 černý pěšec · g3 černý střelec · a2 černý jezdec · d2 bílý pěšec · f2 černý pěšec · h2 černý věž · f1 bílý král · h1 černý jezdec | 8 |
| 7 | e8 černý věž · g8 černý střelec · b7 černý pěšec · g7 bílý střelec · a6 černý pěšec · b6 bílý jezdec · e6 černý pěšec · f6 bílý věž · a5 bílý věž · b5 bílý střelec · e5 černý král · b4 bílý pěšec · e4 bílý jezdec · h4 černý pěšec · c3 černý pěšec · g3 černý střelec · a2 černý jezdec · d2 bílý pěšec · f2 černý pěšec · h2 černý věž · f1 bílý král · h1 černý jezdec | e8 černý věž · g8 černý střelec · b7 černý pěšec · g7 bílý střelec · a6 černý pěšec · b6 bílý jezdec · e6 černý pěšec · f6 bílý věž · a5 bílý věž · b5 bílý střelec · e5 černý král · b4 bílý pěšec · e4 bílý jezdec · h4 černý pěšec · c3 černý pěšec · g3 černý střelec · a2 černý jezdec · d2 bílý pěšec · f2 černý pěšec · h2 černý věž · f1 bílý král · h1 černý jezdec | e8 černý věž · g8 černý střelec · b7 černý pěšec · g7 bílý střelec · a6 černý pěšec · b6 bílý jezdec · e6 černý pěšec · f6 bílý věž · a5 bílý věž · b5 bílý střelec · e5 černý král · b4 bílý pěšec · e4 bílý jezdec · h4 černý pěšec · c3 černý pěšec · g3 černý střelec · a2 černý jezdec · d2 bílý pěšec · f2 černý pěšec · h2 černý věž · f1 bílý král · h1 černý jezdec | e8 černý věž · g8 černý střelec · b7 černý pěšec · g7 bílý střelec · a6 černý pěšec · b6 bílý jezdec · e6 černý pěšec · f6 bílý věž · a5 bílý věž · b5 bílý střelec · e5 černý král · b4 bílý pěšec · e4 bílý jezdec · h4 černý pěšec · c3 černý pěšec · g3 černý střelec · a2 černý jezdec · d2 bílý pěšec · f2 černý pěšec · h2 černý věž · f1 bílý král · h1 černý jezdec | e8 černý věž · g8 černý střelec · b7 černý pěšec · g7 bílý střelec · a6 černý pěšec · b6 bílý jezdec · e6 černý pěšec · f6 bílý věž · a5 bílý věž · b5 bílý střelec · e5 černý král · b4 bílý pěšec · e4 bílý jezdec · h4 černý pěšec · c3 černý pěšec · g3 černý střelec · a2 černý jezdec · d2 bílý pěšec · f2 černý pěšec · h2 černý věž · f1 bílý král · h1 černý jezdec | e8 černý věž · g8 černý střelec · b7 černý pěšec · g7 bílý střelec · a6 černý pěšec · b6 bílý jezdec · e6 černý pěšec · f6 bílý věž · a5 bílý věž · b5 bílý střelec · e5 černý král · b4 bílý pěšec · e4 bílý jezdec · h4 černý pěšec · c3 černý pěšec · g3 černý střelec · a2 černý jezdec · d2 bílý pěšec · f2 černý pěšec · h2 černý věž · f1 bílý král · h1 černý jezdec | e8 černý věž · g8 černý střelec · b7 černý pěšec · g7 bílý střelec · a6 černý pěšec · b6 bílý jezdec · e6 černý pěšec · f6 bílý věž · a5 bílý věž · b5 bílý střelec · e5 černý král · b4 bílý pěšec · e4 bílý jezdec · h4 černý pěšec · c3 černý pěšec · g3 černý střelec · a2 černý jezdec · d2 bílý pěšec · f2 černý pěšec · h2 černý věž · f1 bílý král · h1 černý jezdec | e8 černý věž · g8 černý střelec · b7 černý pěšec · g7 bílý střelec · a6 černý pěšec · b6 bílý jezdec · e6 černý pěšec · f6 bílý věž · a5 bílý věž · b5 bílý střelec · e5 černý král · b4 bílý pěšec · e4 bílý jezdec · h4 černý pěšec · c3 černý pěšec · g3 černý střelec · a2 černý jezdec · d2 bílý pěšec · f2 černý pěšec · h2 černý věž · f1 bílý král · h1 černý jezdec | 7 |
| 6 | e8 černý věž · g8 černý střelec · b7 černý pěšec · g7 bílý střelec · a6 černý pěšec · b6 bílý jezdec · e6 černý pěšec · f6 bílý věž · a5 bílý věž · b5 bílý střelec · e5 černý král · b4 bílý pěšec · e4 bílý jezdec · h4 černý pěšec · c3 černý pěšec · g3 černý střelec · a2 černý jezdec · d2 bílý pěšec · f2 černý pěšec · h2 černý věž · f1 bílý král · h1 černý jezdec | e8 černý věž · g8 černý střelec · b7 černý pěšec · g7 bílý střelec · a6 černý pěšec · b6 bílý jezdec · e6 černý pěšec · f6 bílý věž · a5 bílý věž · b5 bílý střelec · e5 černý král · b4 bílý pěšec · e4 bílý jezdec · h4 černý pěšec · c3 černý pěšec · g3 černý střelec · a2 černý jezdec · d2 bílý pěšec · f2 černý pěšec · h2 černý věž · f1 bílý král · h1 černý jezdec | e8 černý věž · g8 černý střelec · b7 černý pěšec · g7 bílý střelec · a6 černý pěšec · b6 bílý jezdec · e6 černý pěšec · f6 bílý věž · a5 bílý věž · b5 bílý střelec · e5 černý král · b4 bílý pěšec · e4 bílý jezdec · h4 černý pěšec · c3 černý pěšec · g3 černý střelec · a2 černý jezdec · d2 bílý pěšec · f2 černý pěšec · h2 černý věž · f1 bílý král · h1 černý jezdec | e8 černý věž · g8 černý střelec · b7 černý pěšec · g7 bílý střelec · a6 černý pěšec · b6 bílý jezdec · e6 černý pěšec · f6 bílý věž · a5 bílý věž · b5 bílý střelec · e5 černý král · b4 bílý pěšec · e4 bílý jezdec · h4 černý pěšec · c3 černý pěšec · g3 černý střelec · a2 černý jezdec · d2 bílý pěšec · f2 černý pěšec · h2 černý věž · f1 bílý král · h1 černý jezdec | e8 černý věž · g8 černý střelec · b7 černý pěšec · g7 bílý střelec · a6 černý pěšec · b6 bílý jezdec · e6 černý pěšec · f6 bílý věž · a5 bílý věž · b5 bílý střelec · e5 černý král · b4 bílý pěšec · e4 bílý jezdec · h4 černý pěšec · c3 černý pěšec · g3 černý střelec · a2 černý jezdec · d2 bílý pěšec · f2 černý pěšec · h2 černý věž · f1 bílý král · h1 černý jezdec | e8 černý věž · g8 černý střelec · b7 černý pěšec · g7 bílý střelec · a6 černý pěšec · b6 bílý jezdec · e6 černý pěšec · f6 bílý věž · a5 bílý věž · b5 bílý střelec · e5 černý král · b4 bílý pěšec · e4 bílý jezdec · h4 černý pěšec · c3 černý pěšec · g3 černý střelec · a2 černý jezdec · d2 bílý pěšec · f2 černý pěšec · h2 černý věž · f1 bílý král · h1 černý jezdec | e8 černý věž · g8 černý střelec · b7 černý pěšec · g7 bílý střelec · a6 černý pěšec · b6 bílý jezdec · e6 černý pěšec · f6 bílý věž · a5 bílý věž · b5 bílý střelec · e5 černý král · b4 bílý pěšec · e4 bílý jezdec · h4 černý pěšec · c3 černý pěšec · g3 černý střelec · a2 černý jezdec · d2 bílý pěšec · f2 černý pěšec · h2 černý věž · f1 bílý král · h1 černý jezdec | e8 černý věž · g8 černý střelec · b7 černý pěšec · g7 bílý střelec · a6 černý pěšec · b6 bílý jezdec · e6 černý pěšec · f6 bílý věž · a5 bílý věž · b5 bílý střelec · e5 černý král · b4 bílý pěšec · e4 bílý jezdec · h4 černý pěšec · c3 černý pěšec · g3 černý střelec · a2 černý jezdec · d2 bílý pěšec · f2 černý pěšec · h2 černý věž · f1 bílý král · h1 černý jezdec | 6 |
| 5 | e8 černý věž · g8 černý střelec · b7 černý pěšec · g7 bílý střelec · a6 černý pěšec · b6 bílý jezdec · e6 černý pěšec · f6 bílý věž · a5 bílý věž · b5 bílý střelec · e5 černý král · b4 bílý pěšec · e4 bílý jezdec · h4 černý pěšec · c3 černý pěšec · g3 černý střelec · a2 černý jezdec · d2 bílý pěšec · f2 černý pěšec · h2 černý věž · f1 bílý král · h1 černý jezdec | e8 černý věž · g8 černý střelec · b7 černý pěšec · g7 bílý střelec · a6 černý pěšec · b6 bílý jezdec · e6 černý pěšec · f6 bílý věž · a5 bílý věž · b5 bílý střelec · e5 černý král · b4 bílý pěšec · e4 bílý jezdec · h4 černý pěšec · c3 černý pěšec · g3 černý střelec · a2 černý jezdec · d2 bílý pěšec · f2 černý pěšec · h2 černý věž · f1 bílý král · h1 černý jezdec | e8 černý věž · g8 černý střelec · b7 černý pěšec · g7 bílý střelec · a6 černý pěšec · b6 bílý jezdec · e6 černý pěšec · f6 bílý věž · a5 bílý věž · b5 bílý střelec · e5 černý král · b4 bílý pěšec · e4 bílý jezdec · h4 černý pěšec · c3 černý pěšec · g3 černý střelec · a2 černý jezdec · d2 bílý pěšec · f2 černý pěšec · h2 černý věž · f1 bílý král · h1 černý jezdec | e8 černý věž · g8 černý střelec · b7 černý pěšec · g7 bílý střelec · a6 černý pěšec · b6 bílý jezdec · e6 černý pěšec · f6 bílý věž · a5 bílý věž · b5 bílý střelec · e5 černý král · b4 bílý pěšec · e4 bílý jezdec · h4 černý pěšec · c3 černý pěšec · g3 černý střelec · a2 černý jezdec · d2 bílý pěšec · f2 černý pěšec · h2 černý věž · f1 bílý král · h1 černý jezdec | e8 černý věž · g8 černý střelec · b7 černý pěšec · g7 bílý střelec · a6 černý pěšec · b6 bílý jezdec · e6 černý pěšec · f6 bílý věž · a5 bílý věž · b5 bílý střelec · e5 černý král · b4 bílý pěšec · e4 bílý jezdec · h4 černý pěšec · c3 černý pěšec · g3 černý střelec · a2 černý jezdec · d2 bílý pěšec · f2 černý pěšec · h2 černý věž · f1 bílý král · h1 černý jezdec | e8 černý věž · g8 černý střelec · b7 černý pěšec · g7 bílý střelec · a6 černý pěšec · b6 bílý jezdec · e6 černý pěšec · f6 bílý věž · a5 bílý věž · b5 bílý střelec · e5 černý král · b4 bílý pěšec · e4 bílý jezdec · h4 černý pěšec · c3 černý pěšec · g3 černý střelec · a2 černý jezdec · d2 bílý pěšec · f2 černý pěšec · h2 černý věž · f1 bílý král · h1 černý jezdec | e8 černý věž · g8 černý střelec · b7 černý pěšec · g7 bílý střelec · a6 černý pěšec · b6 bílý jezdec · e6 černý pěšec · f6 bílý věž · a5 bílý věž · b5 bílý střelec · e5 černý král · b4 bílý pěšec · e4 bílý jezdec · h4 černý pěšec · c3 černý pěšec · g3 černý střelec · a2 černý jezdec · d2 bílý pěšec · f2 černý pěšec · h2 černý věž · f1 bílý král · h1 černý jezdec | e8 černý věž · g8 černý střelec · b7 černý pěšec · g7 bílý střelec · a6 černý pěšec · b6 bílý jezdec · e6 černý pěšec · f6 bílý věž · a5 bílý věž · b5 bílý střelec · e5 černý král · b4 bílý pěšec · e4 bílý jezdec · h4 černý pěšec · c3 černý pěšec · g3 černý střelec · a2 černý jezdec · d2 bílý pěšec · f2 černý pěšec · h2 černý věž · f1 bílý král · h1 černý jezdec | 5 |
| 4 | e8 černý věž · g8 černý střelec · b7 černý pěšec · g7 bílý střelec · a6 černý pěšec · b6 bílý jezdec · e6 černý pěšec · f6 bílý věž · a5 bílý věž · b5 bílý střelec · e5 černý král · b4 bílý pěšec · e4 bílý jezdec · h4 černý pěšec · c3 černý pěšec · g3 černý střelec · a2 černý jezdec · d2 bílý pěšec · f2 černý pěšec · h2 černý věž · f1 bílý král · h1 černý jezdec | e8 černý věž · g8 černý střelec · b7 černý pěšec · g7 bílý střelec · a6 černý pěšec · b6 bílý jezdec · e6 černý pěšec · f6 bílý věž · a5 bílý věž · b5 bílý střelec · e5 černý král · b4 bílý pěšec · e4 bílý jezdec · h4 černý pěšec · c3 černý pěšec · g3 černý střelec · a2 černý jezdec · d2 bílý pěšec · f2 černý pěšec · h2 černý věž · f1 bílý král · h1 černý jezdec | e8 černý věž · g8 černý střelec · b7 černý pěšec · g7 bílý střelec · a6 černý pěšec · b6 bílý jezdec · e6 černý pěšec · f6 bílý věž · a5 bílý věž · b5 bílý střelec · e5 černý král · b4 bílý pěšec · e4 bílý jezdec · h4 černý pěšec · c3 černý pěšec · g3 černý střelec · a2 černý jezdec · d2 bílý pěšec · f2 černý pěšec · h2 černý věž · f1 bílý král · h1 černý jezdec | e8 černý věž · g8 černý střelec · b7 černý pěšec · g7 bílý střelec · a6 černý pěšec · b6 bílý jezdec · e6 černý pěšec · f6 bílý věž · a5 bílý věž · b5 bílý střelec · e5 černý král · b4 bílý pěšec · e4 bílý jezdec · h4 černý pěšec · c3 černý pěšec · g3 černý střelec · a2 černý jezdec · d2 bílý pěšec · f2 černý pěšec · h2 černý věž · f1 bílý král · h1 černý jezdec | e8 černý věž · g8 černý střelec · b7 černý pěšec · g7 bílý střelec · a6 černý pěšec · b6 bílý jezdec · e6 černý pěšec · f6 bílý věž · a5 bílý věž · b5 bílý střelec · e5 černý král · b4 bílý pěšec · e4 bílý jezdec · h4 černý pěšec · c3 černý pěšec · g3 černý střelec · a2 černý jezdec · d2 bílý pěšec · f2 černý pěšec · h2 černý věž · f1 bílý král · h1 černý jezdec | e8 černý věž · g8 černý střelec · b7 černý pěšec · g7 bílý střelec · a6 černý pěšec · b6 bílý jezdec · e6 černý pěšec · f6 bílý věž · a5 bílý věž · b5 bílý střelec · e5 černý král · b4 bílý pěšec · e4 bílý jezdec · h4 černý pěšec · c3 černý pěšec · g3 černý střelec · a2 černý jezdec · d2 bílý pěšec · f2 černý pěšec · h2 černý věž · f1 bílý král · h1 černý jezdec | e8 černý věž · g8 černý střelec · b7 černý pěšec · g7 bílý střelec · a6 černý pěšec · b6 bílý jezdec · e6 černý pěšec · f6 bílý věž · a5 bílý věž · b5 bílý střelec · e5 černý král · b4 bílý pěšec · e4 bílý jezdec · h4 černý pěšec · c3 černý pěšec · g3 černý střelec · a2 černý jezdec · d2 bílý pěšec · f2 černý pěšec · h2 černý věž · f1 bílý král · h1 černý jezdec | e8 černý věž · g8 černý střelec · b7 černý pěšec · g7 bílý střelec · a6 černý pěšec · b6 bílý jezdec · e6 černý pěšec · f6 bílý věž · a5 bílý věž · b5 bílý střelec · e5 černý král · b4 bílý pěšec · e4 bílý jezdec · h4 černý pěšec · c3 černý pěšec · g3 černý střelec · a2 černý jezdec · d2 bílý pěšec · f2 černý pěšec · h2 černý věž · f1 bílý král · h1 černý jezdec | 4 |
| 3 | e8 černý věž · g8 černý střelec · b7 černý pěšec · g7 bílý střelec · a6 černý pěšec · b6 bílý jezdec · e6 černý pěšec · f6 bílý věž · a5 bílý věž · b5 bílý střelec · e5 černý král · b4 bílý pěšec · e4 bílý jezdec · h4 černý pěšec · c3 černý pěšec · g3 černý střelec · a2 černý jezdec · d2 bílý pěšec · f2 černý pěšec · h2 černý věž · f1 bílý král · h1 černý jezdec | e8 černý věž · g8 černý střelec · b7 černý pěšec · g7 bílý střelec · a6 černý pěšec · b6 bílý jezdec · e6 černý pěšec · f6 bílý věž · a5 bílý věž · b5 bílý střelec · e5 černý král · b4 bílý pěšec · e4 bílý jezdec · h4 černý pěšec · c3 černý pěšec · g3 černý střelec · a2 černý jezdec · d2 bílý pěšec · f2 černý pěšec · h2 černý věž · f1 bílý král · h1 černý jezdec | e8 černý věž · g8 černý střelec · b7 černý pěšec · g7 bílý střelec · a6 černý pěšec · b6 bílý jezdec · e6 černý pěšec · f6 bílý věž · a5 bílý věž · b5 bílý střelec · e5 černý král · b4 bílý pěšec · e4 bílý jezdec · h4 černý pěšec · c3 černý pěšec · g3 černý střelec · a2 černý jezdec · d2 bílý pěšec · f2 černý pěšec · h2 černý věž · f1 bílý král · h1 černý jezdec | e8 černý věž · g8 černý střelec · b7 černý pěšec · g7 bílý střelec · a6 černý pěšec · b6 bílý jezdec · e6 černý pěšec · f6 bílý věž · a5 bílý věž · b5 bílý střelec · e5 černý král · b4 bílý pěšec · e4 bílý jezdec · h4 černý pěšec · c3 černý pěšec · g3 černý střelec · a2 černý jezdec · d2 bílý pěšec · f2 černý pěšec · h2 černý věž · f1 bílý král · h1 černý jezdec | e8 černý věž · g8 černý střelec · b7 černý pěšec · g7 bílý střelec · a6 černý pěšec · b6 bílý jezdec · e6 černý pěšec · f6 bílý věž · a5 bílý věž · b5 bílý střelec · e5 černý král · b4 bílý pěšec · e4 bílý jezdec · h4 černý pěšec · c3 černý pěšec · g3 černý střelec · a2 černý jezdec · d2 bílý pěšec · f2 černý pěšec · h2 černý věž · f1 bílý král · h1 černý jezdec | e8 černý věž · g8 černý střelec · b7 černý pěšec · g7 bílý střelec · a6 černý pěšec · b6 bílý jezdec · e6 černý pěšec · f6 bílý věž · a5 bílý věž · b5 bílý střelec · e5 černý král · b4 bílý pěšec · e4 bílý jezdec · h4 černý pěšec · c3 černý pěšec · g3 černý střelec · a2 černý jezdec · d2 bílý pěšec · f2 černý pěšec · h2 černý věž · f1 bílý král · h1 černý jezdec | e8 černý věž · g8 černý střelec · b7 černý pěšec · g7 bílý střelec · a6 černý pěšec · b6 bílý jezdec · e6 černý pěšec · f6 bílý věž · a5 bílý věž · b5 bílý střelec · e5 černý král · b4 bílý pěšec · e4 bílý jezdec · h4 černý pěšec · c3 černý pěšec · g3 černý střelec · a2 černý jezdec · d2 bílý pěšec · f2 černý pěšec · h2 černý věž · f1 bílý král · h1 černý jezdec | e8 černý věž · g8 černý střelec · b7 černý pěšec · g7 bílý střelec · a6 černý pěšec · b6 bílý jezdec · e6 černý pěšec · f6 bílý věž · a5 bílý věž · b5 bílý střelec · e5 černý král · b4 bílý pěšec · e4 bílý jezdec · h4 černý pěšec · c3 černý pěšec · g3 černý střelec · a2 černý jezdec · d2 bílý pěšec · f2 černý pěšec · h2 černý věž · f1 bílý král · h1 černý jezdec | 3 |
| 2 | e8 černý věž · g8 černý střelec · b7 černý pěšec · g7 bílý střelec · a6 černý pěšec · b6 bílý jezdec · e6 černý pěšec · f6 bílý věž · a5 bílý věž · b5 bílý střelec · e5 černý král · b4 bílý pěšec · e4 bílý jezdec · h4 černý pěšec · c3 černý pěšec · g3 černý střelec · a2 černý jezdec · d2 bílý pěšec · f2 černý pěšec · h2 černý věž · f1 bílý král · h1 černý jezdec | e8 černý věž · g8 černý střelec · b7 černý pěšec · g7 bílý střelec · a6 černý pěšec · b6 bílý jezdec · e6 černý pěšec · f6 bílý věž · a5 bílý věž · b5 bílý střelec · e5 černý král · b4 bílý pěšec · e4 bílý jezdec · h4 černý pěšec · c3 černý pěšec · g3 černý střelec · a2 černý jezdec · d2 bílý pěšec · f2 černý pěšec · h2 černý věž · f1 bílý král · h1 černý jezdec | e8 černý věž · g8 černý střelec · b7 černý pěšec · g7 bílý střelec · a6 černý pěšec · b6 bílý jezdec · e6 černý pěšec · f6 bílý věž · a5 bílý věž · b5 bílý střelec · e5 černý král · b4 bílý pěšec · e4 bílý jezdec · h4 černý pěšec · c3 černý pěšec · g3 černý střelec · a2 černý jezdec · d2 bílý pěšec · f2 černý pěšec · h2 černý věž · f1 bílý král · h1 černý jezdec | e8 černý věž · g8 černý střelec · b7 černý pěšec · g7 bílý střelec · a6 černý pěšec · b6 bílý jezdec · e6 černý pěšec · f6 bílý věž · a5 bílý věž · b5 bílý střelec · e5 černý král · b4 bílý pěšec · e4 bílý jezdec · h4 černý pěšec · c3 černý pěšec · g3 černý střelec · a2 černý jezdec · d2 bílý pěšec · f2 černý pěšec · h2 černý věž · f1 bílý král · h1 černý jezdec | e8 černý věž · g8 černý střelec · b7 černý pěšec · g7 bílý střelec · a6 černý pěšec · b6 bílý jezdec · e6 černý pěšec · f6 bílý věž · a5 bílý věž · b5 bílý střelec · e5 černý král · b4 bílý pěšec · e4 bílý jezdec · h4 černý pěšec · c3 černý pěšec · g3 černý střelec · a2 černý jezdec · d2 bílý pěšec · f2 černý pěšec · h2 černý věž · f1 bílý král · h1 černý jezdec | e8 černý věž · g8 černý střelec · b7 černý pěšec · g7 bílý střelec · a6 černý pěšec · b6 bílý jezdec · e6 černý pěšec · f6 bílý věž · a5 bílý věž · b5 bílý střelec · e5 černý král · b4 bílý pěšec · e4 bílý jezdec · h4 černý pěšec · c3 černý pěšec · g3 černý střelec · a2 černý jezdec · d2 bílý pěšec · f2 černý pěšec · h2 černý věž · f1 bílý král · h1 černý jezdec | e8 černý věž · g8 černý střelec · b7 černý pěšec · g7 bílý střelec · a6 černý pěšec · b6 bílý jezdec · e6 černý pěšec · f6 bílý věž · a5 bílý věž · b5 bílý střelec · e5 černý král · b4 bílý pěšec · e4 bílý jezdec · h4 černý pěšec · c3 černý pěšec · g3 černý střelec · a2 černý jezdec · d2 bílý pěšec · f2 černý pěšec · h2 černý věž · f1 bílý král · h1 černý jezdec | e8 černý věž · g8 černý střelec · b7 černý pěšec · g7 bílý střelec · a6 černý pěšec · b6 bílý jezdec · e6 černý pěšec · f6 bílý věž · a5 bílý věž · b5 bílý střelec · e5 černý král · b4 bílý pěšec · e4 bílý jezdec · h4 černý pěšec · c3 černý pěšec · g3 černý střelec · a2 černý jezdec · d2 bílý pěšec · f2 černý pěšec · h2 černý věž · f1 bílý král · h1 černý jezdec | 2 |
| 1 | e8 černý věž · g8 černý střelec · b7 černý pěšec · g7 bílý střelec · a6 černý pěšec · b6 bílý jezdec · e6 černý pěšec · f6 bílý věž · a5 bílý věž · b5 bílý střelec · e5 černý král · b4 bílý pěšec · e4 bílý jezdec · h4 černý pěšec · c3 černý pěšec · g3 černý střelec · a2 černý jezdec · d2 bílý pěšec · f2 černý pěšec · h2 černý věž · f1 bílý král · h1 černý jezdec | e8 černý věž · g8 černý střelec · b7 černý pěšec · g7 bílý střelec · a6 černý pěšec · b6 bílý jezdec · e6 černý pěšec · f6 bílý věž · a5 bílý věž · b5 bílý střelec · e5 černý král · b4 bílý pěšec · e4 bílý jezdec · h4 černý pěšec · c3 černý pěšec · g3 černý střelec · a2 černý jezdec · d2 bílý pěšec · f2 černý pěšec · h2 černý věž · f1 bílý král · h1 černý jezdec | e8 černý věž · g8 černý střelec · b7 černý pěšec · g7 bílý střelec · a6 černý pěšec · b6 bílý jezdec · e6 černý pěšec · f6 bílý věž · a5 bílý věž · b5 bílý střelec · e5 černý král · b4 bílý pěšec · e4 bílý jezdec · h4 černý pěšec · c3 černý pěšec · g3 černý střelec · a2 černý jezdec · d2 bílý pěšec · f2 černý pěšec · h2 černý věž · f1 bílý král · h1 černý jezdec | e8 černý věž · g8 černý střelec · b7 černý pěšec · g7 bílý střelec · a6 černý pěšec · b6 bílý jezdec · e6 černý pěšec · f6 bílý věž · a5 bílý věž · b5 bílý střelec · e5 černý král · b4 bílý pěšec · e4 bílý jezdec · h4 černý pěšec · c3 černý pěšec · g3 černý střelec · a2 černý jezdec · d2 bílý pěšec · f2 černý pěšec · h2 černý věž · f1 bílý král · h1 černý jezdec | e8 černý věž · g8 černý střelec · b7 černý pěšec · g7 bílý střelec · a6 černý pěšec · b6 bílý jezdec · e6 černý pěšec · f6 bílý věž · a5 bílý věž · b5 bílý střelec · e5 černý král · b4 bílý pěšec · e4 bílý jezdec · h4 černý pěšec · c3 černý pěšec · g3 černý střelec · a2 černý jezdec · d2 bílý pěšec · f2 černý pěšec · h2 černý věž · f1 bílý král · h1 černý jezdec | e8 černý věž · g8 černý střelec · b7 černý pěšec · g7 bílý střelec · a6 černý pěšec · b6 bílý jezdec · e6 černý pěšec · f6 bílý věž · a5 bílý věž · b5 bílý střelec · e5 černý král · b4 bílý pěšec · e4 bílý jezdec · h4 černý pěšec · c3 černý pěšec · g3 černý střelec · a2 černý jezdec · d2 bílý pěšec · f2 černý pěšec · h2 černý věž · f1 bílý král · h1 černý jezdec | e8 černý věž · g8 černý střelec · b7 černý pěšec · g7 bílý střelec · a6 černý pěšec · b6 bílý jezdec · e6 černý pěšec · f6 bílý věž · a5 bílý věž · b5 bílý střelec · e5 černý král · b4 bílý pěšec · e4 bílý jezdec · h4 černý pěšec · c3 černý pěšec · g3 černý střelec · a2 černý jezdec · d2 bílý pěšec · f2 černý pěšec · h2 černý věž · f1 bílý král · h1 černý jezdec | e8 černý věž · g8 černý střelec · b7 černý pěšec · g7 bílý střelec · a6 černý pěšec · b6 bílý jezdec · e6 černý pěšec · f6 bílý věž · a5 bílý věž · b5 bílý střelec · e5 černý král · b4 bílý pěšec · e4 bílý jezdec · h4 černý pěšec · c3 černý pěšec · g3 černý střelec · a2 černý jezdec · d2 bílý pěšec · f2 černý pěšec · h2 černý věž · f1 bílý král · h1 černý jezdec | 1 |
|   | a | b | c | d | e | f | g | h |   |

## Knihy
- Chess Strategy (1878), pět set šachových problémů,
- The Eighth Book Of Tan (1903), sedm set úloh pro tangram,
- Sam Loyd's Puzzles, A Book for Children (1912), knihu vydal Loydův syn,
- Sam Loyd and his Chess Problems (1913),
- Cyclopedia of 5000 Puzzles (1914), knihu vydal Loydův syn,
- Sam Loyd's Picture Puzzles (1924),
- Sam Loyd's Tricks and Puzzles (1927),
- Mathematical Puzzles of Sam Loyd (1959).